# Johann von Hoverbeck
Johann von Hoverbeck (ur. 1 grudnia 1606 w Aleksandrowicach, zm. 6 kwietnia 1682 w Hohenstein) – pruski dyplomata.
Uczestnik kongresu pokojowego w Oliwie w 1660 roku. 3 czerwca 1665 był obecny na sejmie litewskim i raportował Fryderykowi Wilhelmowi, że „Litwa żyje w strachu przed Moskwą, dlatego zaakceptuje Szwedów”. Fryderyk Wilhelm podarował mu w 1653 majątek Eichmedien na Mazurach, w Księstwie Prus. 